# Quintetto Boccherini

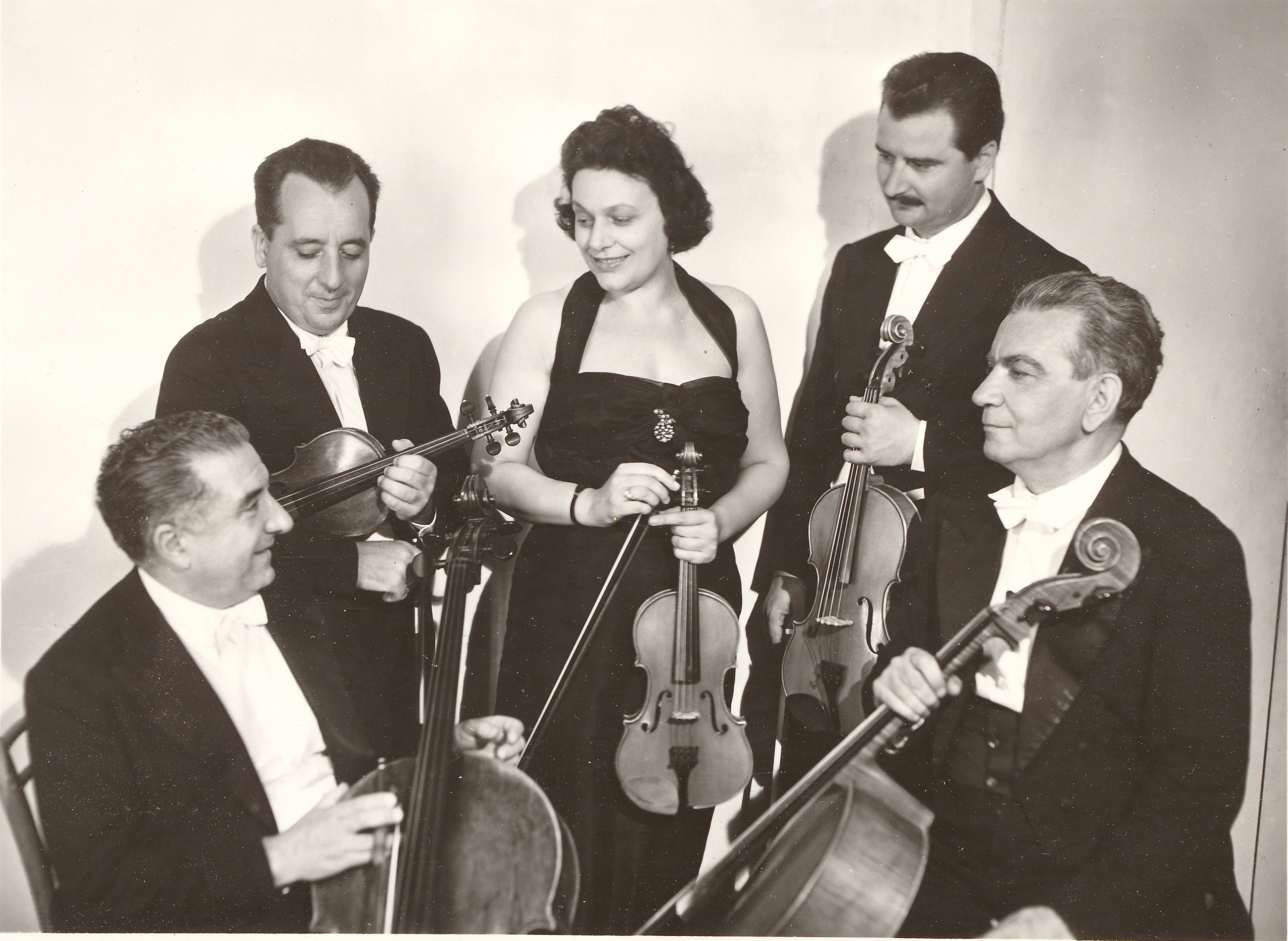
Quintetto Boccherini negli anni 1950. Da sinistra: Nerio Brunelli, Guido Mozzato, Pina Carmirelli, Luigi Sagrati, Arturo Bonucci

Il Quintetto Boccherini era un quintetto unico nel suo genere. Fu fondato a Roma nel 1949, quando due dei suoi primi componenti, Arturo Bonucci e Pina Carmirelli, scoprirono ed acquistarono, a Parigi, una collezione completa della prima edizione dei 141 quintetti per archi di Luigi Boccherini e si proposero di diffonderla. Attraverso tournée in tutto il mondo, il Quintetto Boccherini ha restituito la musica di questo compositore, per lungo tempo dimenticata, all'apprezzamento del mondo musicale. 
Dopo la scomparsa dei fondatori il coordinamento dell'attività del complesso fu assicurato soprattutto dal violista, Luigi Sagrati, fino alla metà degli anni novanta, quando l'età avanzata non gli ha impedito di continuare l'attività concertistica pubblica. 
Il Quintetto Boccherini ha inciso numerosi dischi in Italia e all'estero, anche di composizioni di altri autori quali Antonio Bazzini, Franz Schubert e Luigi Cherubini, con svariate case discografiche quali La Voce del Padrone, Italia, Angel Records. 
Molti musicisti si sono succeduti negli anni nei vari ruoli del quintetto. Oltre ai due fondatori già ricordati, la formazione originale comprendeva Dino Asciolla (che si alternava con Carmirelli come primo violino), Renzo Sabatini (viola) e Nerio Brunelli (secondo violoncello). Tra i vari altri componenti più rappresentativi che si sono avvicendati nel Quintetto si ricordano Montserrat Cervera (che come Asciolla si alternava con la Carmirelli come primo violino, per poi divenire primo violino unico con la scomparsa della fondatrice); Guido Mozzato, Arrigo Pelliccia, Marco Fiorini e Claudio Buccarella (secondi violini); Marco Scano (primo violoncello); Pietro Stella (secondo violoncello); e Luigi Sagrati (viola).
Con un album di due dischi, interamente dedicato a Boccherini, e pubblicato dalla casa discografica spagnola Ensayo, nel 1976 il Quintetto Boccherini (con Cervera, Buccarella, Sagrati, Scano e Stella) ha vinto il Grand Prix du Disque dell'Académie Charles-Cros. Alcune incisioni del Quintetto Boccherini sono state ripubblicate su CD, a partire dai nastri originali, dalla Testament Records in Gran Bretagna nei primi anni del XXI secolo.